# Rocade de Bourg-en-Bresse
La rocade de Bourg-en-Bresse est un aménagement routier et une rocade permettant de contourner et desservir la ville de Bourg-en-Bresse, dans le département de l'Ain, en région Auvergne-Rhône-Alpes, elle contournera à terme l'intégralité de l'agglomération.
La section en service dévie l'agglomération par l'ouest, le nord et l'est en offrant une chaussée à 2x1 voies et une succession de carrefours giratoires.

## Description
Formant les trois-quarts d'un cercle, la rocade de Bourg-en-Bresse fait une longueur totale de 18 km et relie la commune de Péronnas au sud-ouest (à hauteur de la D 1079) à la commune de Montagnat au sud-est (à hauteur de la D 1075) par la D 117 et la D 117a, contournant ainsi la majeure partie de la ville et assurant une desserte de l'agglomération burgienne. 
La rocade dessert une grande partie de la première couronne de l'agglomération burgienne (Péronnas, Saint-Rémy, Saint-Denis-lès-Bourg, Viriat, Jasseron, Ceyzériat, Saint-Just, Montagnat) ainsi que les quartiers périurbains de la ville de Bourg-en-Bresse.
Elle est entièrement réalisée à 2x1 voie sauf sur la D 1079 entre les giratoires de Fleyriat et du Guidon, à 2x2 voies. Elle est par ailleurs segmentée en quatre tronçons : La rocade ouest (7 km), la rocade nord (4,2 km), la rocade est (4,1 km) et la rocade sud-est (2,6 km).
La rocade ouest, construite en 1995, comporte de nombreux carrefours à niveau installés sur une route prioritaire. Les rocades plus récentes ne comptent que des carrefours giratoires implantés indistinctement au croisement des grands et des petits axes rencontrés.
La succession de carrefours giratoires génère des encombrements aux heures de pointe.
Les travaux du tronçon sud-est de 2,6 km, ont commencé en 2015 et ont nécessité d'exproprier la société Rhône-Alpes Motoculture en bordure du giratoire de la RD 1075, expropriation qui a fait perdre plusieurs mois aux travaux. Son financement (19,7 M€) est assuré par le conseil départemental de l'Ain (14,4 M€), la Région Auvergne-Rhône-Alpes (2 M€) et la Communauté d'agglomération du Bassin de Bourg-en-Bresse (3,3 M€). Cette section doit, d'après les prévisions, accueillir 15 000 automobilistes par jour. L'ouverture à la circulation a eu lieu le 4 novembre 2019.
Les travaux du dernier tronçon au sud ne sont pas prévus, le projet est très critiqué car doit traverser la forêt domaniale de Seillon.
Il est tout de même possible de boucler le tour de Bourg-en-Bresse à travers la forêt de Seillon en empruntant à partir de la D 1075, le chemin des Coupes Blanches puis la route de Lent (D 23) et enfin, le chemin de Monternoz permet l'arrivée au giratoire de la D 1083. Les tracés envisagés pour le tronçon sud empruntent une grande partie de ces routes existantes. Mais avant d'éventuels travaux, ces routes, en grande partie communales sont utilisées pour contourner l'agglomération mais ne sont pas dimensionnées pour ce trafic important. En 2016, un giratoire a été aménagé à l'intersection entre le chemin des Coupes Blanches est la route de Lent (D 23) pour sécuriser ce carrefour accidentogène.

## Itinéraire

### D117Rocade Ouest (7 km)
- D 1083 Bourg-en-Bresse, Lyon, Villars-les-Dombes, Péronnas D 23 Meximieux, Lent
- D 63a Péronnas, Saint-André-sur-Vieux-Jonc
- Péronnas
- Saint-Rémy; Péronnas-Nord
- D 936 Bourg-en-Bresse, Villefranche-sur-Saône, Châtillon-sur-Chalaronne, Saint-Rémy
- Saint-Denis-lès-Bourg-Centre
- Saint-Denis-lès-Bourg-Centre
- Centre Routier
- Parc de la Chambière
- D 1079 Bourg-en-Bresse, Mâcon, Lons-le-Saunier, Viriat,  Centre hospitalier Fleyriat

### D117aRocades Nord et Est (11 km)
- D 1079 Bourg-en-Bresse, Lyon, Villefranche-sur-Saône, Mâcon D 975 Chalon-sur-Saône, Montrevel-en-Bresse, Viriat, A39, A40
- Viriat-Majornas
- D 996 Bourg-en-Bresse-Cenord,  Centre Psychothérapique de l'Ain, Louhans, Viriat, Marboz
- Bourg-en-Bresse-Cenord
- Centre commercial Cap Émeraude
- D 1083 Bourg-en-Bresse-Alimentec, Grenoble, Genève, Bourg-en-Bresse-Norélan, Lons-Le-Saunier, Saint-Étienne-du-Bois, A39, A40
- Bourg-en-Bresse-Sardières
- D 936  Clinique Convert, Jasseron,  Aérodrome de Bourg - Ceyzériat
- Bourg-en-Bresse-La Chagne, Usine Renault Trucks
- D 979 Bourg-en-Bresse-Centre, Bourg-en-Bresse-Bouvent, Bourg-en-Bresse-L'Alagnier, Nantua, Ceyzériat, Saint-Just
- D 23 Montagnat, Parc de loisirs de Bouvent
- D 1075 Bourg-en-Bresse-Centre, Bourg-en-Bresse-Les Vennes, Forêt de Seillon, Pont-d'Ain, Ambérieu-en-Bugey, Oyonnax, Grenoble, Genève, A40, A42

## Mises en service
- 1991 : Rocade Ouest, Section Fleyriat (D1079) - Saint-Denis-lès-Bourg (D936)
- 1995 : Rocade Ouest, Section Saint-Denis-lès-Bourg (D936) - Monternoz (D1083)
- Septembre 1993 : Rocade Nord, Section Giratoire du Guidon (D1079 et D983) - Giratoire de Marboz (D996)
- 10 décembre 2004 : Rocade Nord, Section Giratoire de Marboz (D996) - Giratoire de Strasbourg (D1083)
- 13 avril 2011 : Rocade Nord-Est, Section Giratoire de Strasbourg (RD1083) - Route de Jasseron (RD936)
- Décembre 2011 : Rocade Nord-Est, Section Route de Jasseron (RD936) – La Chagne
- 1er août 2013 : Rocade Nord-Est, Section La Chagne - Alagnier (D979)
- 4 novembre 2019 : Rocade Sud-Est, Section Alagnier (D979) - Route de Pont d'Ain (D1075)[3]